# Black and Blue EP
Black and Blue je v pořadí druhé EP skupiny Uh Huh Her, které bylo celosvětově vydané 19. dubna 2011. EP obsahuje jeden singl a hudební video "Black And Blue."

## Seznam skladeb
| Pořadí         | Název           | Délka |
| -------------- | --------------- | ----- |
| 1.             | Black and Blue  | 3:17  |
| 2.             | Never the Same  | 3:33  |
| 3.             | I’ve Had Enough | 3:31  |
| 4.             | Philosopher     | 3:31  |
| 5.             | Fascination     | 3:01  |
| 6.             | No Sacrifice    | 3:40  |
| Celková délka: | Celková délka:  | 19:53 |

## Hudební videa
- "Black And Blue" (2011)[1]